# Бентелло, Пол
Пол Энтони Бентелло (англ. Paul Anthony Buentello; 16 января 1974, Амарилло, Техас, США) — американский боец смешанного стиля, представитель тяжёлой и полутяжёлой весовых категорий. Выступает на профессиональном уровне начиная с 1997 года, известен по участию в турнирах таких бойцовских организаций как UFC, Bellator, Strikeforce, Affliction, ACB, KOTC и др. Владел титулом чемпиона KOTC в тяжёлом весе, был претендентом на титулы UFC, Strikeforce, PWP, Legacy FC.

## Биография
Пол Бентелло родился 16 января 1974 года в городе Амарилло, штат Техас. Детство провёл в городке Тьюлия, учился в одной школе с другим известным бойцом Эваном Таннером. В школьные годы играл в бейсбол и футбол, а после выпуска начал серьёзно заниматься тхэквондо. За своеобразную манеру нанесения ударов ногами по голове получил прозвище «Охотник за головами».
Дебютировал в смешанных единоборствах на профессиональном уровне в апреле 1997 года — провёл сразу три боя за один вечер, в двух выиграл, но в третьем встретился с Эваном Таннером и проиграл удушающим приёмом сзади. Затем продолжил выступать в различных местных техасских промоушенах, часто выигрывал, но были и поражения, в частности поражение сдачей от Дэна Северна. В 2000 году Бентелло участвовал в турнире на выбывание IFC Warriors Challenge, где опять же победил в четвертьфинале и полуфинале, но в решающем поединке уступил Гэну Макги. Начиная с 2001 года активно сотрудничал с бойцовской организацией King of the Cage, дважды неудачно оспаривал титул чемпиона в тяжёлом весе, проиграл титульные поединки Рикко Родригесу и Бобби Хоффману. В ноябре 2003 года в матче-реванше с Бобби Хоффманом с третьей попытки наконец завоевал чемпионский пояс.
Имея в послужном списке 19 побед и 8 поражений, в 2005 году Бентелло привлёк к себе внимание крупнейшего американского промоушена Ultimate Fighting Championship и вскоре одержал здесь две громкие победы, нокаутом над Джастином Эйлерсом и болевым приёмом над Кевином Джорданом. Благодаря череде удачных выступлений удостоился права оспорить титул чемпиона UFC в тяжёлой весовой категории, который на тот момент принадлежал представителю Белоруссии Андрею Орловскому. В итоге Орловский нокаутировал его за 15 секунд, и этот бой оказался самым коротким титульным боем за всю историю организации. После сокрушительного поражения от Орловского Пол Бентелло одержал в UFC ещё одну победу, но затем всё равно покинул промоушен.
В период 2006—2007 годов Бентелло выступал в другой крупной американской организации Strikeforce, выиграл здесь три поединка подряд и получил титульный бой с голландцем Алистаром Оверимом, которому в итоге всё же уступил. Позже принял участие в серии турниров Affliction, где отметился победами над канадцем Гари Гудриджем и российским самбистом Кириллом Сидельниковым. В 2009 году вернулся в UFC, но дважды подряд потерпел поражение, сначала решением большинства судей от представителя Нидерландов Стефана Стрюве, затем сдачей от представителя Франции Чейка Конго.
В 2010 году дрался в менее престижных промоушенах, таких как Shark Fights, Powerhouse World Promotions, Nemesis Fighting. Оспаривал титул чемпиона PWP в тяжёлом весе, но в концовке второго раунда был нокаутирован Тимом Сильвией. Единогласным решением судей взял верх над американский бойцом-ветераном Керри Шоллом. В 2011 году провёл один бой в Bellator, проиграв единогласным решением действующему чемпиону организации Коулу Конраду, хотя их бой не имел статус титульного.
Пол Бентелло трижды дрался на турнирах в России, в частности в июле 2016 года на турнире ACB в Сочи встречался с россиянином Денисом Гольцовым, в первом раунде пропустил сильный удар ногой в голову и проиграл нокаутом.

## Статистика в профессиональном ММА
| Боёв 52  | Побед 35 | Поражений 17 |
| -------- | -------- | ------------ |
| Нокаутом | 22       | 4            |
| Сдачей   | 9        | 8            |
| Решением | 4        | 5            |

| Результат | Рекорд | Соперник           | Способ                    | Турнир                                           | Дата             | Раунд | Время | Место                  | Примечание                                          |
| --------- | ------ | ------------------ | ------------------------- | ------------------------------------------------ | ---------------- | ----- | ----- | ---------------------- | --------------------------------------------------- |
| Поражение | 35-17  | Денис Гольцов      | KO (ногой в голову)       | ACB 41                                           | 15 июля 2016     | 1     | 3:07  | Сочи, Россия           |                                                     |
| Победа    | 35-16  | Эрик Приндл        | KO (удар рукой)           | Abu Dhabi Warriors 4                             | 24 мая 2016      | 1     | 1:04  | Абу-Даби, ОАЭ          |                                                     |
| Победа    | 34-16  | Сокуджу            | KO (удары руками)         | Abu Dhabi Warriors 3                             | 3 октября 2015   | 3     | 3:21  | Абу-Даби, ОАЭ          |                                                     |
| Поражение | 33-16  | Майрон Деннис      | Раздельное решение        | Legacy FC 29                                     | 15 марта 2014    | 3     | 5:00  | Альбукерке, США        | Бой за титул чемпиона Legacy FC в полутяжёлом весе. |
| Победа    | 33-15  | Джеймс Максуини    | TKO (удар в корпус)       | Legacy FC 22                                     | 23 августа 2013  | 2     | 2:44  | Лаббок, США            | Дебют в полутяжёлом весе.                           |
| Победа    | 32-15  | Игорь Костин       | Единогласное решение      | Federation of MMA of Russia: Star Fight 15       | 30 мая 2013      | 3     | 5:00  | Владикавказ, Россия    |                                                     |
| Победа    | 31-15  | Майк Кук           | KO (удар рукой)           | IFC: Warriors Challenge 29                       | 8 декабря 2012   | 2     | 2:08  | Оровилл, США           |                                                     |
| Победа    | 30-15  | Игорь Костин       | KO (удары руками)         | Vologda Fight Festival: Head Hunting             | 12 октября 2012  | 3     | 3:59  | Вологда, Россия        |                                                     |
| Поражение | 29-15  | Деррилл Шуновер    | Единогласное решение      | WMMA 1: McCorkle vs. Heden                       | 31 марта 2012    | 3     | 5:00  | Эль-Пасо, США          |                                                     |
| Поражение | 29-14  | Коул Конрад        | Единогласное решение      | Bellator 48                                      | 20 августа 2011  | 3     | 5:00  | Анкасвилл, США         | Нетитульный бой.                                    |
| Победа    | 29-13  | Керри Шолл         | Единогласное решение      | Nemesis Fighting: MMA Global Invasion            | 10 декабря 2010  | 3     | 5:00  | Пунта-Кана, Доминикана |                                                     |
| Поражение | 28-13  | Тим Сильвия        | KO (удар рукой)           | Powerhouse World Promotions: War on the Mainland | 14 августа 2010  | 2     | 4:57  | Ирвайн, США            | Бой за титул чемпиона PWP в тяжёлом весе.           |
| Победа    | 28-12  | Брайан Хьюмс       | Единогласное решение      | Shark Fights 11: Humes vs Buentello              | 22 мая 2010      | 3     | 5:00  | Одесса, США            |                                                     |
| Поражение | 27-12  | Чейк Конго         | Сдача (удары локтями)     | UFC Live: Vera vs. Jones                         | 21 марта 2010    | 3     | 1:16  | Брумфилд, США          |                                                     |
| Поражение | 27-11  | Стефан Стрюве      | Решение большинства       | UFC 107                                          | 12 декабря 2009  | 3     | 5:00  | Мемфис, США            |                                                     |
| Победа    | 27-10  | Кирилл Сидельников | TKO (остановлен врачом)   | Affliction: Day of Reckoning                     | 24 января 2009   | 3     | 4:18  | Анахайм, США           |                                                     |
| Победа    | 26-10  | Гари Гудридж       | Единогласное решение      | Affliction: Banned                               | 19 июля 2008     | 3     | 5:00  | Анахайм, США           |                                                     |
| Поражение | 25-10  | Алистар Оверим     | Сдача (колени в корпус)   | Strikeforce: Four Men Enter, One Man Survives    | 16 ноября 2007   | 2     | 3:42  | Сан-Хосе, США          | Бой за титул чемпиона Strikeforce в тяжёлом весе.   |
| Победа    | 25-9   | Картер Уильямс     | KO (удары руками)         | Strikeforce: Shamrock vs. Baroni                 | 22 июня 2007     | 2     | 0:10  | Сан-Хосе, США          |                                                     |
| Победа    | 24-9   | Рубен Вильярил     | TKO (остановлен углом)    | Strikeforce: Triple Threat                       | 8 декабря 2006   | 2     | 3:57  | Сан-Хосе, США          |                                                     |
| Победа    | 23-9   | Тэнк Эбботт        | KO (удар рукой)           | Strikeforce: Tank vs. Buentello                  | 7 октября 2006   | 1     | 0:43  | Фресно, США            |                                                     |
| Победа    | 22-9   | Гилберт Альдана    | TKO (удары руками)        | UFC 57                                           | 4 февраля 2006   | 2     | 2:27  | Лас-Вегас, США         |                                                     |
| Поражение | 21-9   | Андрей Орловский   | KO (удар рукой)           | UFC 55                                           | 7 октября 2005   | 1     | 0:15  | Анкасвилл, США         | Бой за титул чемпиона UFC в тяжёлом весе.           |
| Победа    | 21-8   | Кевин Джордан      | Сдача (болевой на шею)    | UFC 53                                           | 4 июня 2005      | 1     | 4:00  | Атлантик-Сити, США     |                                                     |
| Победа    | 20-8   | Джастин Эйлерс     | KO (удар рукой)           | UFC 51                                           | 5 февраля 2005   | 1     | 3:34  | Лас-Вегас, США         |                                                     |
| Победа    | 19-8   | Бо Кэнтрелл        | KO (удары руками)         | KOTC 44: Revenge                                 | 14 ноября 2004   | 1     | 0:45  | Сан-Джасинто, США      | Защитил титул чемпиона KOTC в тяжёлом весе.         |
| Победа    | 18-8   | Ллойд Маршбэнкс    | TKO (удары руками)        | EP: XXXtreme Impact                              | 28 декабря 2003  | 1     | 2:57  | Тихуана, Мексика       |                                                     |
| Победа    | 17-8   | Бобби Хоффман      | Сдача (вербальная)        | KOTC 30: The Pinnacle                            | 2 ноября 2003    | 2     | N/A   | Пала, США              | Выиграл титул чемпиона KOTC в тяжёлом весе.         |
| Победа    | 16-8   | Энди Монтана       | KO (ногой в голову)       | Rumble on the Rock 4                             | 10 октября 2003  | 1     | 2:09  | Гонолулу, США          |                                                     |
| Поражение | 15-8   | Бобби Хоффман      | Единогласное решение      | KOTC 27: Aftermath                               | 10 августа 2003  | 3     | 5:00  | Сан-Джасинто, США      | Бой за титул чемпиона KOTC в тяжёлом весе.          |
| Победа    | 15-7   | Майк Кайл          | KO (удары руками)         | KOTC 18: Sudden Impact                           | 1 ноября 2002    | 2     | 1:24  | Рино, США              |                                                     |
| Победа    | 14-7   | Роджер Нефф        | KO (ногой в голову)       | KOTC 14: 5150                                    | 19 июня 2002     | 1     | 3:04  | Берналилло, США        |                                                     |
| Победа    | 13-7   | Джимми Уэстфолл    | TKO (удары руками)        | USWF 19                                          | 25 сентября 2001 | 1     | N/A   | Амарилло, США          |                                                     |
| Победа    | 12-7   | Гэри Маршалл       | TKO (удары руками)        | IFC Warriors Challenge 15                        | 31 августа 2001  | 1     | 4:53  | Оровилл, США           |                                                     |
| Поражение | 11-7   | Нейт Шройдер       | Сдача (скручивание пятки) | IFC Warriors Challenge 13                        | 15 июня 2001     | 1     | 4:10  | Калифорния, США        |                                                     |
| Поражение | 11-6   | Сэм Сотелло        | Сдача (удары руками)      | IFC Warriors Challenge 12                        | 11 апреля 2001   | 3     | 3:22  | Фрайант, США           |                                                     |
| Поражение | 11-5   | Рикко Родригес     | Сдача (рычаг колена)      | KOTC 7: Wet and Wild                             | 24 февраля 2001  | 2     | 4:21  | Сан-Джасинто, США      | Бой за титул чемпиона KOTC в тяжёлом весе.          |
| Победа    | 11-4   | Ларри Паркер       | TKO (удары руками)        | IFC Warriors Challenge 8                         | 14 июня 2000     | 1     | 5:06  | Фрайант, США           |                                                     |
| Поражение | 10-4   | Гэн Макги          | Сдача (удары руками)      | IFC Warriors Challenge 7                         | 3 мая 2000       | 1     | 2:44  | Фресно, США            | Финал турнира IFC WC 7.                             |
| Победа    | 10-3   | Рокки Батастини    | Сдача (рычаг локтя)       | IFC Warriors Challenge 7                         | 3 мая 2000       | 1     | 3:47  | Фресно, США            | Полуфинал турнира IFC WC 7.                         |
| Победа    | 9-3    | Джейсон Годси      | Сдача (удары руками)      | IFC Warriors Challenge 7                         | 3 мая 2000       | 1     | 6:06  | Фресно, США            | Четвертьфинал турнира IFC WC 7.                     |
| Победа    | 8-3    | Джимми Уэстфолл    | TKO (остановлен углом)    | Amarillo Fights                                  | 4 декабря 1999   | 1     | 0:59  | Амарилло, США          |                                                     |
| Победа    | 7-3    | Денни Меттиас      | Сдача (удары руками)      | World Class Shootfighting                        | 20 ноября 1999   | 1     | N/A   | Мак-Кинни, США         |                                                     |
| Победа    | 6-3    | Гилберт Дюран      | Сдача (удары руками)      | World Class Shootfighting                        | 20 ноября 1999   | 1     | N/A   | Мак-Кинни, США         |                                                     |
| Поражение | 5-3    | Тодд Броадауэй     | TKO (остановлен врачом)   | Extreme Challenge 24                             | 15 мая 1999      | 1     | 6:00  | Солт-Лейк-Сити, США    |                                                     |
| Победа    | 5-2    | Ларри Паркер       | KO (удар коленом)         | USWF 9                                           | 20 июня 1998     | 1     | 0:30  | Амарилло, США          |                                                     |
| Победа    | 4-2    | Шейн Саведра       | TKO (удары руками)        | USWF 9                                           | 20 июня 1998     | 1     | 2:15  | Амарилло, США          |                                                     |
| Победа    | 3-2    | Дастин Хиронемус   | Сдача (удушение сзади)    | USWF 9                                           | 20 июня 1998     | 1     | 0:20  | Амарилло, США          |                                                     |
| Поражение | 2-2    | Дэн Северн         | Сдача (болевой на шею)    | USWF 6                                           | 16 августа 1997  | 1     | 2:55  | Амарилло, США          |                                                     |
| Поражение | 2-1    | Эван Таннер        | Сдача (удушение сзади)    | USWF 4                                           | 12 апреля 1997   | 1     | 2:20  | Амарилло, США          |                                                     |
| Победа    | 2-0    | Дэвид Дэвис        | Сдача (удушающий)         | USWF 4                                           | 12 апреля 1997   | 1     | 7:35  | Амарилло, США          |                                                     |
| Победа    | 1-0    | Дерек Макгилл      | Сдача (гильотина)         | USWF 4                                           | 12 апреля 1997   | 1     | 6:00  | Амарилло, США          |                                                     |